# PLZ-05
Le PLZ-05 ou le Type 05 est un obusier automoteur de 155 mm développé par l'Armée populaire de libération pour remplacer le canon remorqué Type 59-1 de 130 mm et le canon automoteur Type 83 de 152 mm. Le PLZ-05 a été officiellement dévoilé au Musée militaire de la révolution populaire chinoise pour marquer le 80e anniversaire de l'APL en juillet 2007, et est entré en service pour la première fois avec l'APL en 2008.

## Histoire
Dans les années 1980, le fabricant militaire chinois Norinco a acquis la licence pour produire l'obusier GHN-45 de Noricum, une filiale de la société autrichienne Voest-Alpine, qui a développé le CHN-45 sur la base de la conception de l' obusier GC-45 (en). Le GHN-45 (Gun, Howitzer, Noricum) présentait plusieurs améliorations par rapport au GC-45 d'origine, telles que de meilleurs systèmes de munitions et de contrôle de tir. En raison des améliorations de conception, le GHN-45 avait des portées considérablement plus longues que les autres systèmes d'artillerie de 155 mm utilisés par l'OTAN et les pays occidentaux. Cette capacité a d'abord inquiété les forces alliées lors de la guerre du golfe Persique. Le développeur Gerald Bull a été contacté à la fin des années 1980 par la Chine pour développer son travail, ce qu'il a accepté. La Chine lui a également acheté une technologie de munitions à longue portée.
La désignation chinoise du GHN-45 était le WAC-021 et PLL-01, qui est entré en service en 1987,,,. La Chine continue d'acquérir et de développer d'autres technologies pour le PLL-01, telles que les projectiles à guidage de précision GP1. La Chine a également monté le PLL-01 sur un châssis à chenilles de conception locale, ce qui a donné le PLZ-45 (en) et des véhicules de soutien basés sur le même châssis. Deux lots importants de PLZ-45 ont été vendus au Koweït en 1997 et à l'Arabie saoudite en 2008. Cependant, le PLZ-45 n'est pas entré en service dans la Force terrestre de l'Armée populaire de libération parce que la Chine utilisait toujours les standards soviétiques pour ses munitions en utilisant du 152 mm,,.
En 2003, la Chine a commencé à développer des prototypes du PLZ-05, une évolution du PLZ-45, à usage domestique. Le PLZ-05 a été adopté par l'armée chinoise en 2008 afin de remplacer l'ancien obusier automoteur Type 83 152 mm. L'adoption de PLZ-05 a signifié le changement de paradigme de la Chine dans les doctrines d'artillerie, passant du modèle soviétique au modèle occidental. Le PLZ-45 d'origine était équipé d'obusier de 155 mm/L45, mais le PLZ-05 a un canon plus long et une portée, une précision et une cadence de tir améliorées.

## Conception
Le PLZ-05 dispose d'un châssis développé localement dérivé du PLZ-45. Bien que le PLZ-45 ait un chargeur semi-automatique locale, le PLZ-05 serait équipé d'un système de chargement entièrement automatique similaire au 2S19 Msta, fournissant une cadence de tir de 8 coups par minute. Le chargeur automatique peut supporter une cadence de tir plus élevée au détriment de sa durée de vie avec la possibilité de tirer en rafale de 4 coups en 15 secondes. Les obusiers peuvent également utiliser un appui-feu continu pendant 3 à 5 coups par minute. Le canon est un obusier PLL-01 155 mm/ L52, avec une portée maximale de 40 km lors de l'utilisation d'obus ERFB-BB et de plus de 50 km lors de l'utilisation des obus ERFB-BB-RA. Le système peut atteindre une portée de 70 km avec des munitions assistées par fusée. L'obusier peut être déployé de manière entièrement automatique, de sorte que l'équipage peut toujours rester à l'intérieur du véhicule.
Le PLZ-05 est équipé d'un système de contrôle de tir numérique, d'ordinateurs balistiques, d'un système d'imagerie thermique jour/nuit pour tireur, d'un télémètre laser et d'une visionneuse thermique indépendante du commandant. En plus de l'appui-feu indirect, le canon principal peut être utilisé comme canon antichar ou canon d'assaut anti-fortification en cas d'urgence.
Le blindage du PLZ-05 peut protéger son équipage contre les tirs d'armes légères et les éclats d'obus d'artillerie. Les plaques frontales peuvent protéger contre cartouches de 14,5 mm. Le châssis est doté d'une protection NRBC et de systèmes d'extinction automatique d'incendie. L'obusier PLZ-05 est soutenu par d'autres variantes de la même famille, y compris le véhicule de commandant de compagnie, le véhicule de commandant de bataillon, le véhicule de reconnaissance d'artillerie, le porte-munitions, le véhicule radar, le véhicule de collecte de données météorologiques, le véhicule blindé de dépannage, etc.
Le PLZ-05 est propulsé par un moteur diesel 8V150 de 800 ch. Le moteur permet une vitesse sur route allant jusqu'à 55 km/h. Il comporte six roues avec une barre de torsion combinée et un système de suspension hydropneumatique. Les unités de suspension hydropneumatique sont montées sur la première et la sixième roue, ce qui améliore l'absorption des chocs et l'adaptabilité au terrain du véhicule. Le véhicule est équipé d'une transmission CH700, offrant une meilleure mobilité par rapport aux générations précédentes des véhicules chinois. Une unité d'alimentation auxiliaire peut fournir de l'électricité aux systèmes d'armes embarqués lorsque le moteur ne tourne pas,.

## Variantes

### PLZ-05 (type 05)
Obusier automoteur de calibre 152 mm, moteur diesel 800 ch et poids brut de 35 t. Il n'est déployé qu'avec l'Armée populaire de libération. Le PLZ-05 peut tirer l'obus WS-35, qui est une munition guidée de 18 kg avec une CEP de 40 m et une portée maximale rapportée à 100 km. Il est guidé à l'aide du système de navigation par satellite Beidou, la version chinoise du système de positionnement global, et du guidage inertiel.

### PLZ-05A (PLZ-52)
Le PLZ-52 est un obusier automoteur à chenilles de calibre 155 mm d'apparence similaire au PLZ-45, mais basé sur une coque légèrement différente. Ayant un poids brut du véhicule de 43 t, le PLZ-52 dispose d'un nouveau bloc d'alimentation, qui se compose d'un moteur diesel développant 1 000 ch à 2 300 tr/min couplé à une transmission entièrement automatique. Cela donne une vitesse maximale sur route allant jusqu'à 65 km/h et une autonomie jusqu'à 450 km. L'obusier PLZ-52 a une portée de tir maximale de 50 km (avec des projectiles ERFB-BB-RA), une cadence de tir maximale de huit coups par minute, une cadence de tir en rafale de trois coups par quinze secondes et une capacité d'impact simultané à plusieurs coups de quatre coups.
Le pilote et le bloc d'alimentation sont à l'avant de la coque avec une tourelle entièrement fermée à l'arrière. Il est doté d'une barre de torsion et d'une suspension hydropneumatique  avec six roues de route à pneus doubles en caoutchouc, un pignon d'entraînement à l'avant, une roue folle à l'arrière et des rouleaux de retour de chenille. Le PLZ-52 est proposé à l'exportation.

### PLZ-04
Obusier automoteur avec un canon de calibre 54 et apparemment proposé à l'exportation. Cette version aurait été exportée au Koweït et en Arabie saoudite.

### PLZ-05B
Obusier automoteur à coque allongée utilisant sept paires de roues. Une variante de véhicule de ravitaillement en munitions existe également.

## Les opérateurs
République populaire de Chine
- Force terrestre de l'Armée populaire de libération - 320 PLZ-05 en 2023[19]